# 줄리아 퀸타발레
줄리아 퀸타발레(이탈리아어: Giulia Quintavalle, 1983년 3월 6일~)는 이탈리아의 유도 선수이다. 2008년 하계 올림픽 여자 라이트급에서 금메달을 획득했다.

## 경력
리보르노에서 태어났으며 2005년에 이탈리아 국가대표로 발탁되었다. 2008년 베이징에서 열린 2008년 하계 올림픽에서 네덜란드의 데보라 흐라벤스테인을 꺾고 금메달을 획득하였다.
2010년 빈에서 열린 유럽 선수권 대회에서 우승을 차지했다.